# Graf DK 64
Graf DK 64 in de Vallei der Koningen is het graf van de oud-Egyptische priester Nehmes Bastet (22e dynastie). Het graf werd begin 2012 ontdekt door archeologen van de Universiteit van Basel.
Ten oosten: 
DK 1 · 
DK 2 · 
DK 3 · 
DK 4 · 
DK 5 · 
DK 6 · 
DK 7 · 
DK 8 · 
DK 9 · 
DK 10 · 
DK 11 · 
DK 12 · 
DK 13 · 
DK 14 · 
DK 15 · 
DK 16 · 
DK 17 · 
DK 18 · 
DK 19 · 
DK 20 · 
DK 21 · 
DK 26 · 
DK 27 · 
DK 28 · 
DK 29 · 
DK 30 · 
DK 31 · 
DK 32 · 
DK 33 · 
DK 34 · 
DK 35 · 
DK 36 · 
DK 37 · 
DK 38 · 
DK 39 · 
DK 40 · 
DK 41 · 
DK 42 · 
DK 43 · 
DK 44 · 
DK 45 · 
DK 46 · 
DK 47 · 
DK 48 · 
DK 49 · 
DK 50 · 
DK 51 · 
DK 52 · 
DK 53 · 
DK 54 · 
DK 55 · 
DK 56 · 
DK 57 · 
DK 58 · 
DK 59 · 
DK 60 · 
DK 61 · 
DK 62 · 
DK 63 · 
DK 64 · 
DK 65
Ten westen:
WV 22 · 
WV 23 · 
WV 24 · 
WV 25 · 
WV A · 
WV F